# IC 5099
IC 5099 ist eine Spiralgalaxie vom Hubble-Typ S im Sternbild Pfau am Südsternhimmel. Sie ist schätzungsweise 586 Millionen Lichtjahre von der Milchstraße entfernt und hat einen Durchmesser von etwa 120.000 Lj.

Im selben Himmelsareal befindet sich u. a. die Galaxie IC 5093.
Das Objekt wurde am 28. September 1900 von DeLisle Stewart entdeckt.